# Carlos Rogers
Pour les articles homonymes, voir Rogers.
Carlos Rogers, né le 6 février 1971 à Détroit dans le Michigan, est un ancien joueur américain de basket-ball. Il évoluait aux postes d'ailier fort et de pivot.